# Capanno Garibaldi
Il Capanno Garibaldi è una capanna da caccia a 8 chilometri (5,0 mi) a nord di Ravenna, nella regione dell'Emilia-Romagna, nel Italia settentrionale, nota per aver ospitato il rivoluzionario italiano Giuseppe Garibaldi nella notte tra il 6 e 7 agosto 1849, durante la sua fuga dall'Italia dopo la caduta della breve Repubblica Romana.
Originariamente costruita nel 1810, nelle zone umide del delta tra Ravenna e Porto Corsini,  capanna fu ricostruita nel 1834 e nel 1844. Nel 1879, fu fondata la Società Conservatrice del Capanno Garibaldi per preservare la sua eredità storica. Il capanno fu ricostruito dopo essere stato danneggiato da un incendio nel 1911.
Il Capanno Garibaldi figura negli itinerari turistici regionali, specialmente quelli sulla vita di Garibaldi, e ospita celebrazioni locali per Garibaldi e il Risorgimento.

## Storia

### Costruzione e primi anni
Il 5 gennaio 1810, il direttore delle beni statali del Regno d'Italia concesse a Giuseppe Roncuzzi, un sacerdote locale, il permesso di costruire una capanna, da utilizzare come capanna da caccia all'interno della palude del Pontaccio. La capanna originale, che venne ad essere conosciuta come il Pontaccio, fu costruita con canne e legno di quercia, intonacata con argilla. La capanna si trova a 8 chilometri (5,0 mi) a nord di Ravenna, nelle zone umide del delta sulla strada per Porto Corsini.
Nei decenni successivi alla morte di Roncuzzi nel 1818, la capanna passò attraverso vari proprietari locali. Il 20 settembre 1834, fu distrutta da un incendio, dopodiché fu ricostruita. Nel 1844, la capanna fu ricostruita con muri di mattoni e calcare.

### Il soggiorno di Garibaldi
Nell'agosto 1849, a seguito del crollo della breve Repubblica Romana, il rivoluzionario Giuseppe Garibaldi e i suoi seguaci fuggirono da Roma mentre venivano inseguiti dall'Impero austriaco, una fuga nota come la Trafila garibaldina. Avendo passato San Marino, sulla sua strada per la sicurezza a Venezia, diversi membri del gruppo di Garibaldi furono catturati e giustiziati a Comacchio. La moglie di Garibaldi, Anita, morì nel viaggio il 4 agosto. Con le truppe austriache a pochi chilometri di distanza da Garibaldi, non poté fermarsi per la sua sepoltura.
Nella notte tra il 6 e 7 agosto, sulla strada da Comacchio a Ravenna, Garibaldi si rifugiò al Pontaccio con diversi discepoli, tra cui Giovanni Battista Culiolo. Ruppero l'entrata della capanna chiusa a chiave. La mattina seguente, uno dei seguaci di Garibaldi reclutò un uomo del posto, Luigi Sanzani, detto Mezzanotte, per aiutare i fuggitivi. Mezzanotte riconobbe Garibaldi e accettò di consegnare una lettera ai patrioti di Ravenna, con cui il gruppo di Garibaldi aveva perso il contatto. Nonostante fosse stato interrogato e picchiato dagli austriaci sulla strada, Mezzanotte non tradì Garibaldi, e consegnò la lettera. Avendo ristabilito il contatto con i patrioti a Ravenna, il gruppo di Garibaldi lasciò il Pontaccio per continuare il suo viaggio alle 19:30.

### Conservazione

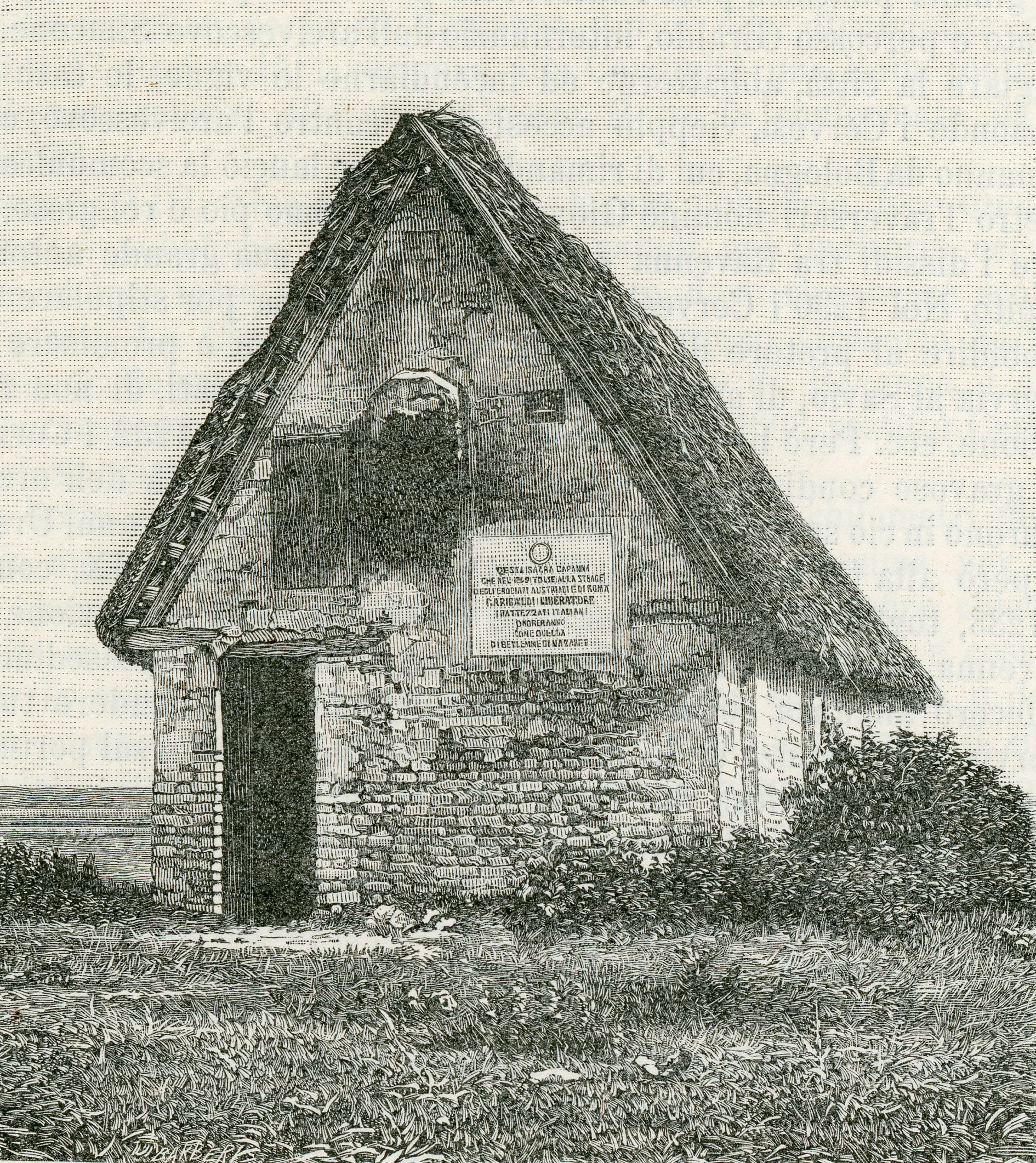
L'illustrazione di Giuseppe Barberis del Capanno Garibaldi nel 1900

Il 20 agosto 1867, un'associazione chiamata l'Unione Democratica acquistò il capanno per 150 lire, con l'obiettivo di preservarne la storia. L'Unione Democratica si sciolse nel 1874; nel 1879, alcuni ex membri fondarono un'organizzazione successiva, la Società Conservatrice del Capanno Garibaldi.
Il 29 marzo 1882, Primo Uccellini, che aveva raccolto le testimonianze dei soldati sul soggiorno di Garibaldi, morì. La morte di Uccellini spinse il governo municipale di Ravenna ad acconsentire all'acquisto del Capanno Garibaldi il 5 ottobre dello stesso anno, culminando nell'approvazione degli statuti della società conservatrice il 21 ottobre.
Nella notte tra il 3 e il 4 novembre 1911, il capanno fu dato alle fiamme, distruggendolo parzialmente. Fu riparato secondo il disegno precedente, sotto la direzione dell'ingegnere Giovanni Baldini.
La posizione del capanno nelle zone umide fluviali lo espone a danni da agenti naturali. Nel 1975, dopo preoccupazioni che la terra stesse sprofondando, il Capanno Garibaldi fu sollevato di 125 centimetri (49 in). Nel 1981, il governo municipale installò un argine in pietra per proteggere il capanno dall'erosione idrica. Il viale di accesso al capanno fu sollevato di 65 centimetri (26 in) nel 1998.
Nel 2023, il capanno è stato elencato dal governo regionale dell'Emilia-Romagna come parte dell'iniziativa Case e studi delle persone illustri, che riconosce i siti associati alle figure storiche della regione.

## Architettura e disposizione

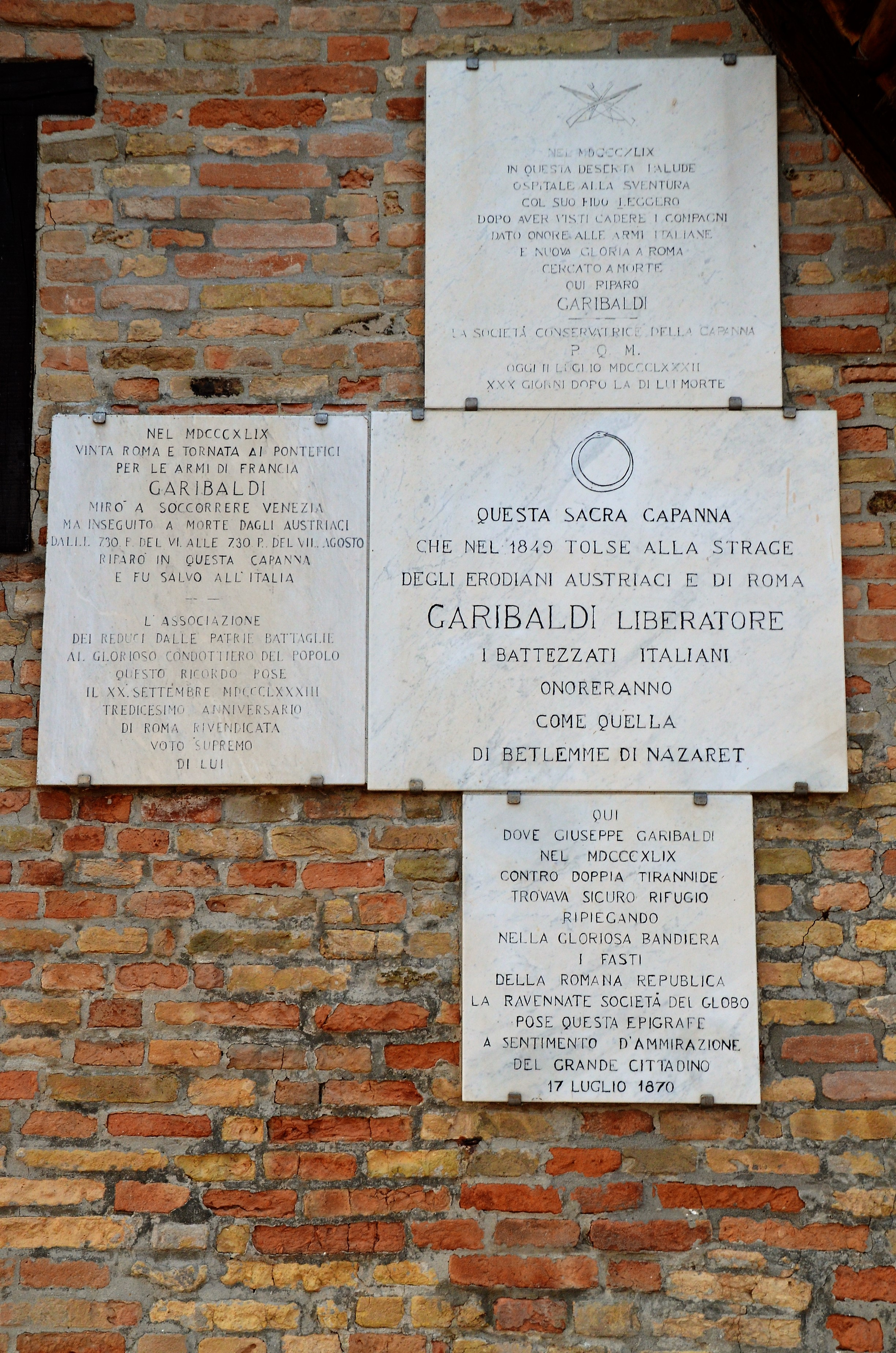
Lapide sulla parete del Capanno Garibaldi, agosto 2017

Le mura del capanno sono fatte di pietra, mentre il tetto inclinato è coperto di canne. Essendo suscettibile all'infiltrazione d'acqua, richiede una ristrutturazione regolare del tetto, come avvenuto nel 2007 (in collaborazione con il Museo delle Civiltà Palustri di Villanova di Bagnacavallo) e nel 2021. Quattro targhe commemorative che raccontano la storia del capanno sono fissate alla facciata del capanno. Una delle lapidi recita:
Il piano terra contiene due stanze rettangolari. La camera più grande, che misura 5,85 metri (19,2 ft) per 3,85 metri (12,6 ft), contiene un caminetto e una scala di legno che porta a un sottotetto di legno.  stanza più piccola, che misura 4,15 metri (13,6 ft) per 2,65 metri (8,7 ft), era probabilmente usata per immagazzinare l'attrezzatura da caccia.
Il capanno è accessibile tramite una strada sterrata, con un ponte in cemento che lo collega all'acquedotto della via Baiona. Il ponte in cemento risale agli anni '70 e ha sostituito un precedente ponte in legno. Nel 1999, il ponte è stato sollevato per proteggerlo dalle alte maree.
Dagli anni '70, diversi pini, olivi e tamerici sono stati piantati nel terreno circostante per migliorare l'aspetto estetico del capanno e proteggerlo dal vento e dal sole estivo.

## Nella cultura popolare

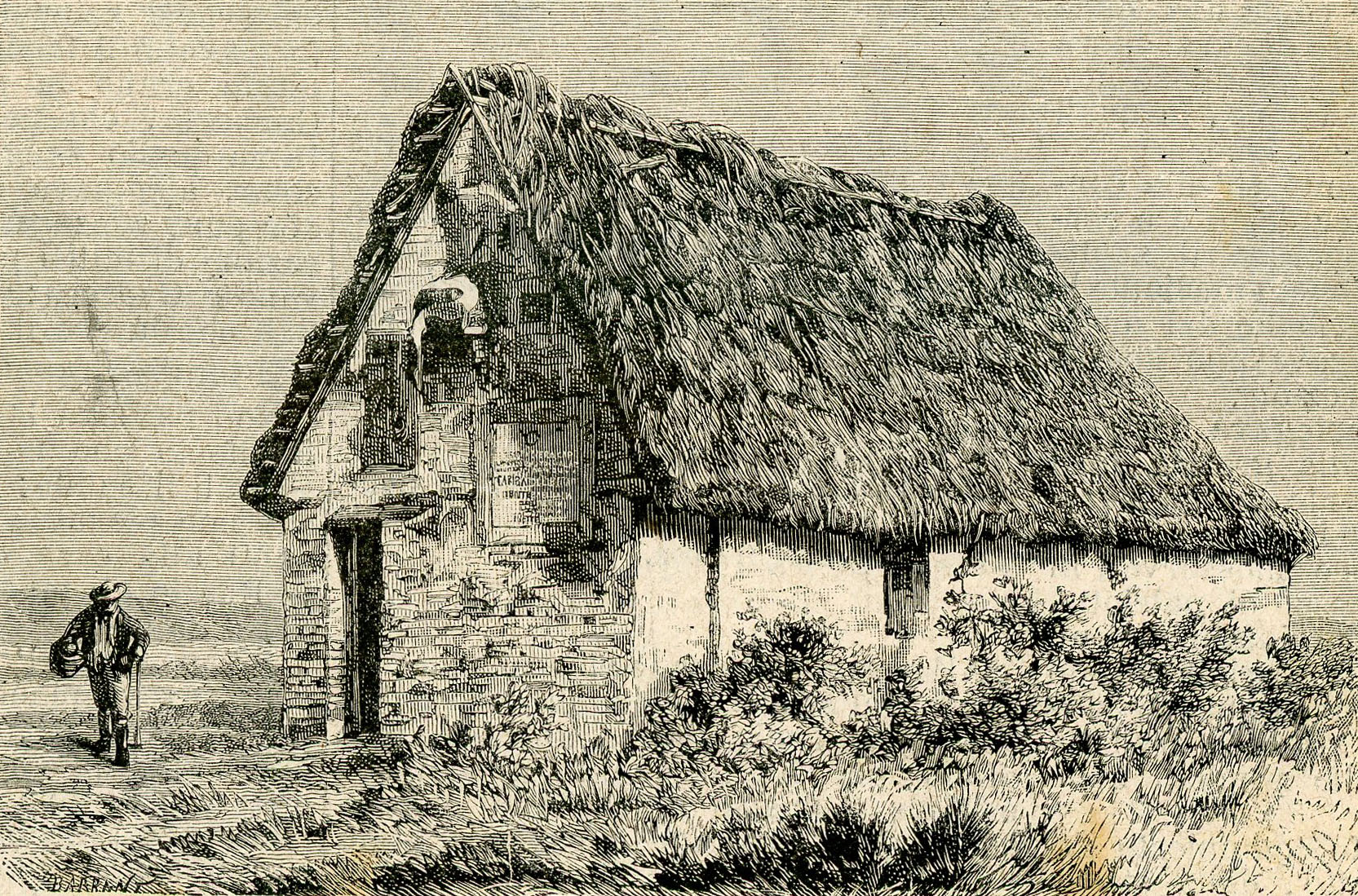
L'illustrazione di Charles Barbant del Capanno Garibaldi nel 1884 in "L'Illustrazione Popolare"

Dal 2024, il Capanno Garibaldi è aperto ai visitatori con ingresso gratuito tra metà marzo e novembre. È presente negli itinerari turistici regionali, specialmente quelli sulla vita di Garibaldi.
Il capanno ospita celebrazioni storiche locali per Garibaldi e il Risorgimento, inclusa la Festa della Repubblica il 2 giugno, data della morte di Garibaldi. Dal 2010, il Capanno Garibaldi ha ospitato un brindisi a Garibaldi ogni Capodanno, completato con panettone e vin brulé. L'evento inizia con una processione fiaccolata dal ponte che conduce al capanno.
Il capanno è stato incluso nella guida di viaggio di Charles Yriarte De Ravenna à Otrante (1877). Artisti che hanno dipinto, illustrato o inciso il Capanno Garibaldi includono Norberto Pazzini, Vittorio Guaccimanni e Orazio Toschi.
Il soggiorno di Garibaldi al capanno è menzionato in "La morte di Anita", un poema del 1921 di Luigi Orsini:
Il Capanno Garibaldi è stato tra i primi monumenti ad essere modellati per Italia in miniatura, un parco in miniatura a Viserba fondato nel 1968 da un idraulico di Ravenna.

## Galleria d'immagini

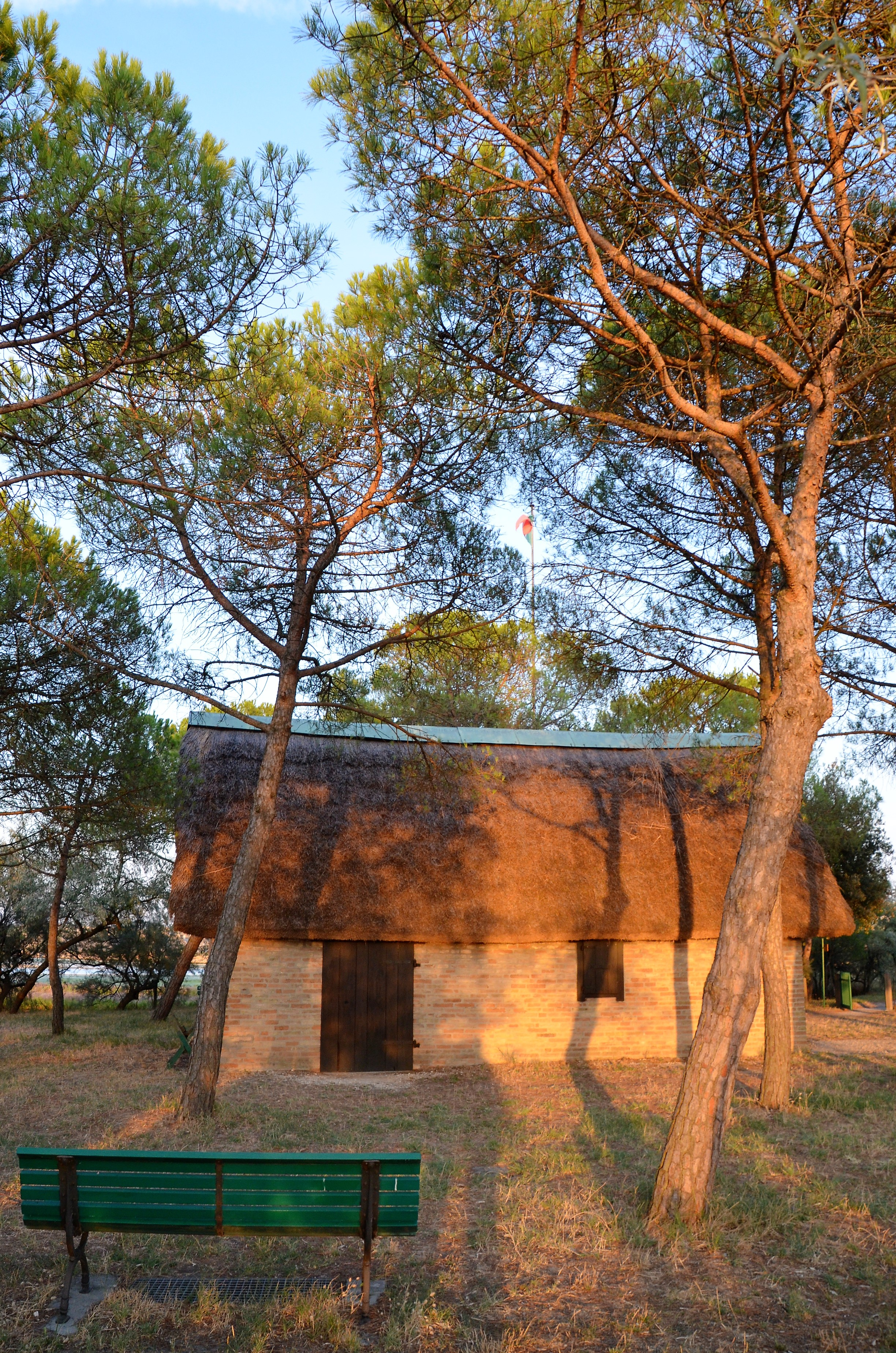
Vista laterale del Capanno Garibaldi, agosto 2017
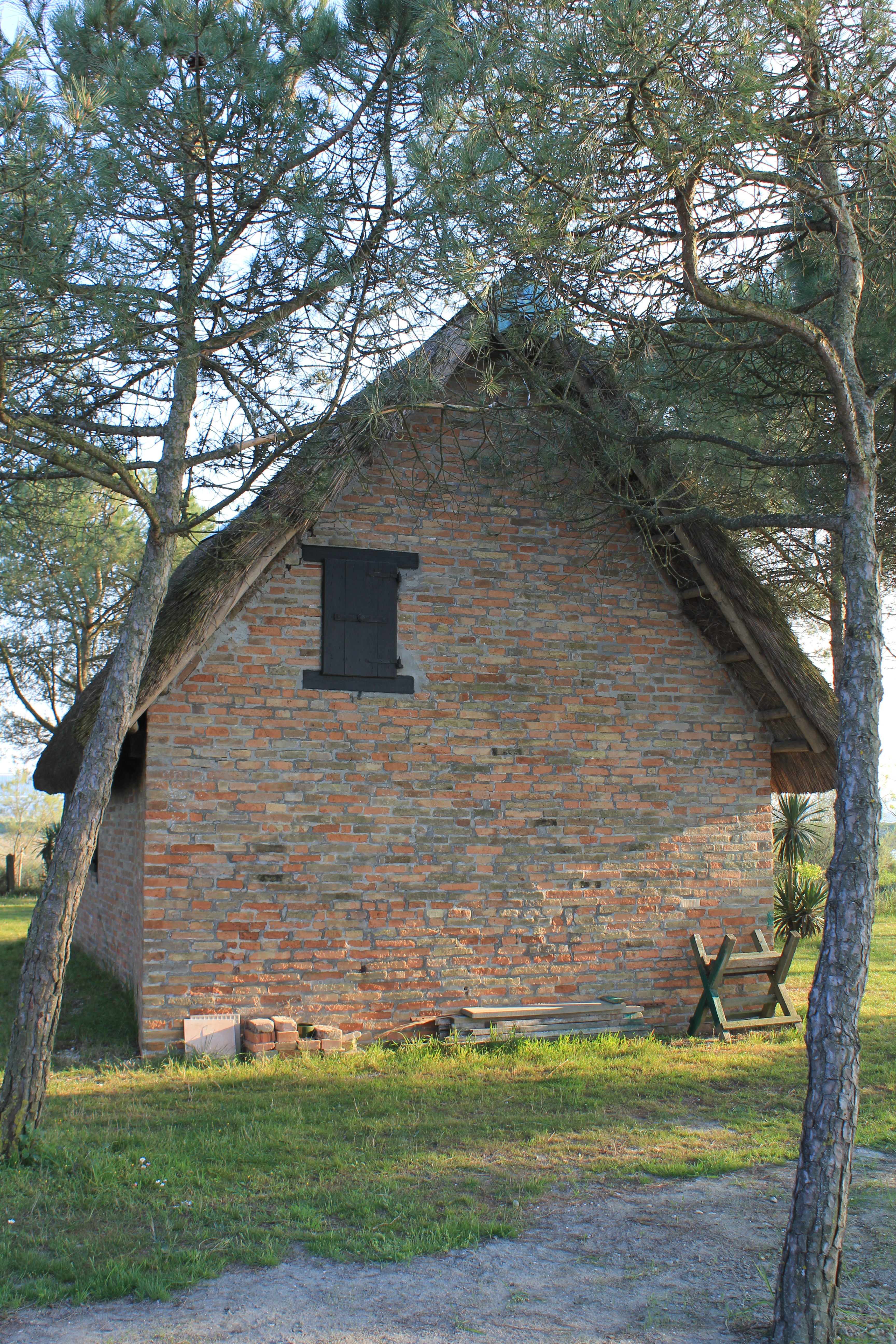
La parete posteriore del Capanno Garibaldi, aprile 2016
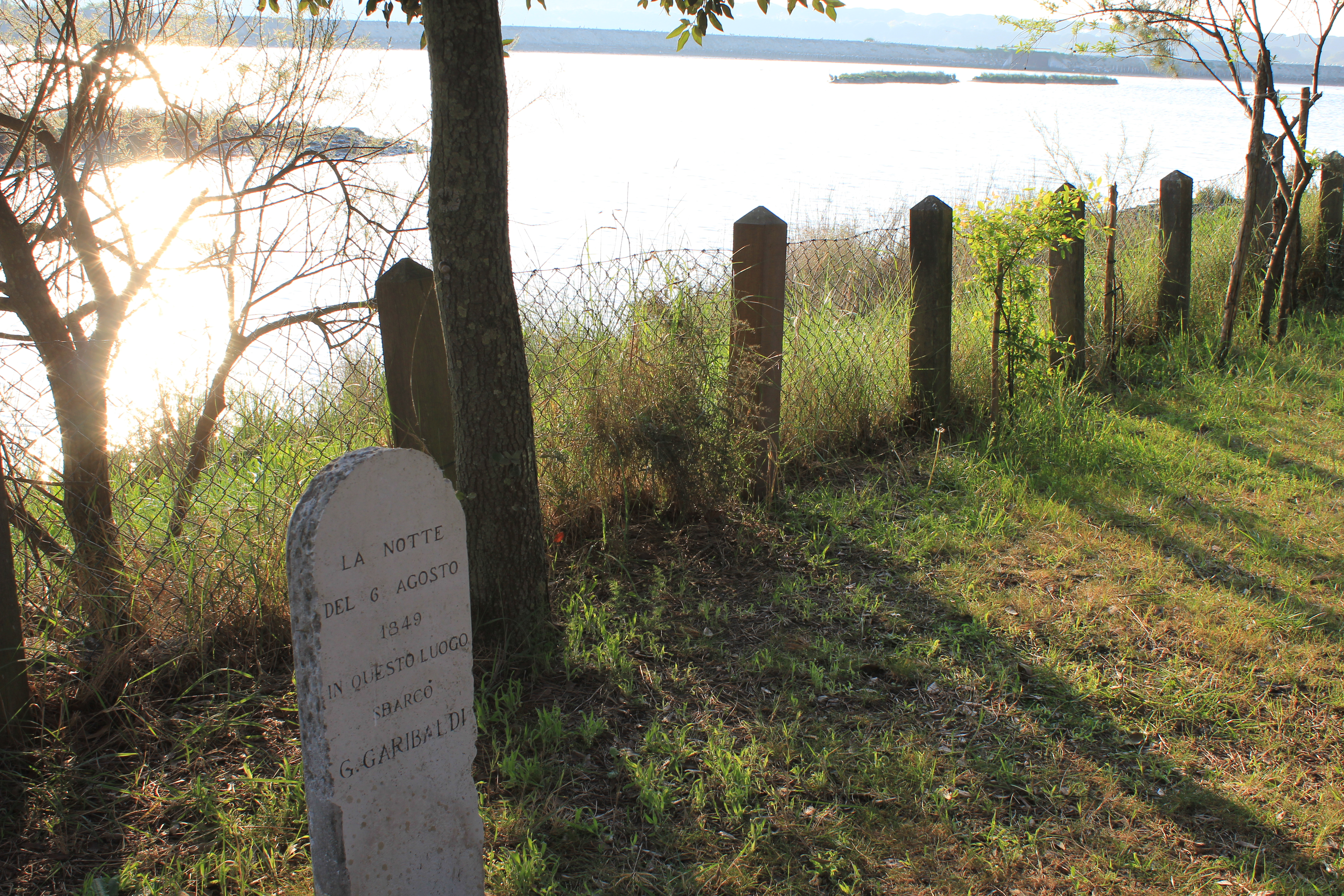
Una pietra commemorativa del soggiorno di Garibaldi, settembre 2016